# 蒙萨克
蒙萨克（法語：Monsac，法語發音：[mɔ̃sak]）是法国多尔多涅省的一个市镇，属于贝尔热拉克区。

## 地理
蒙萨克（44°46'45"N, 0°41'49"E）面积10.74 平方千米，位于法国新阿基坦大区多爾多涅省，该省份为法国西南部内陆省份，是法國本土面积第三大的省，大致对应佩里戈尔地区，北起顺时针与夏朗德省、上维埃纳省、科雷兹省、洛特省、洛特-加龙省、吉倫特省和滨海夏朗德省接壤。
与蒙萨克接壤的市镇（或旧市镇、城区）包括：朗凯、巴尔杜、巴亚克、佩里戈尔地区博蒙图瓦、福村、蒙托、诺萨讷、博蒙迪佩里戈尔。

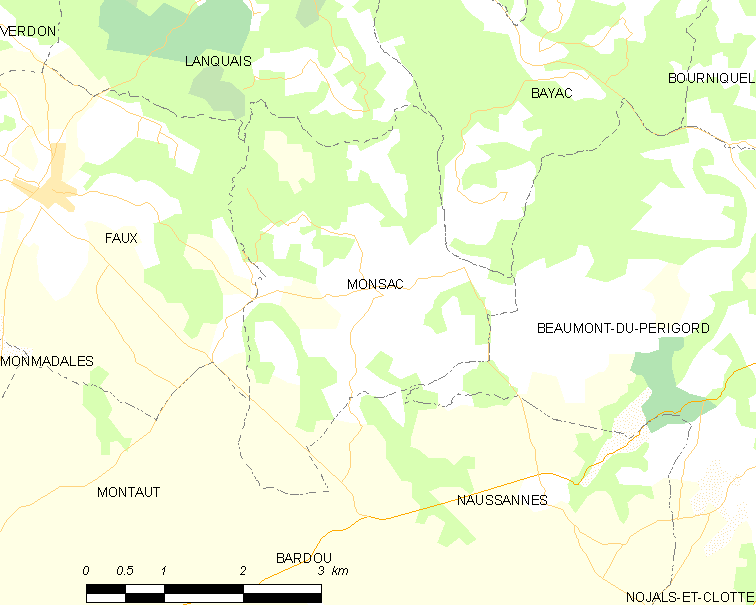
蒙萨克的OSM定位图

蒙萨克的时区为UTC+01:00、UTC+02:00（夏令时）。

## 行政
蒙萨克的邮政编码为24440，INSEE市镇编码为24281。

## 政治
蒙萨克所属的省级选区为拉兰德县。

## 人口

1962-2008年间蒙萨克人口变化图示

蒙萨克于2022年1月1日时的人口数量为178人。